# Pain Confessor
Pain Confessor ist eine finnische Melodic-Death-Metal-Band aus Hämeenlinna, die 2002 gegründet wurde.

## Geschichte
Die Band wurde im August 2002 gegründet. Die Besetzung bestand anfangs aus den Gitarristen Vesa „Wesleyer“ Säkkinen und Tuomas Kuusinen, dem Sänger Markku Kivistö, dem Bassisten Mikko Kivistö und dem Schlagzeuger Mikko Laihanen. Im folgenden Jahr unterzeichnete sie einen Plattenvertrag zur Veröffentlichung von drei Alben bei Megamania. Im März 2004 erschien die erste Single unter dem Namen Poor Man’s Crown. Im Mai wurde das Debütalbum aufgenommen, das im September unter dem Namen Turmoil in Finnland erschien. 2005 wurde die Band zum Newcomer des Jahres beim Sirkkelirock Metal Weekend gewählt. Kurz nachdem im August 2005 das Album in Deutschland, der Schweiz und Österreich erschienen war, wurde im September das zweite Album aufgenommen. Im selben Jahr war die Gruppe unter anderem auf dem Tuska Open Air Metal Festival zu sehen. Im Februar 2006 erschien die Single Fall on Evil Days, zu der auch ein Musikvideo erstellt wurde und die auf Platz 15 in die finnischen Singlecharts einstieg und in der zweiten Woche den sechsten Platz erreichte. Im März wurde das zweite Album Fearrage, welches mit dem Co-Produzenten Janne Saksa im Studio Sound Supreme aufgenommen worden war, in Finnland veröffentlicht, welches Platz 26 in den finnischen Albumcharts belegte. Im Mai erschien das Album in Japan bei Wood Bell Records, ehe bereits im Herbst 2006 die Arbeiten zum dritten Album begannen und am 16. Dezember das Fantom Studio in Tampere bezogen wurde, wo Samu Oittinen die Aufnahmeleitung übernahm. 2006 war die Gruppe erneut auf dem Tuska Open Air Metal Festival vertreten. Im Januar 2007 wurde vorab das Lied Ne Plus Ultra online veröffentlicht, wobei hierzu auch ein Musikvideo erstellt wurde. Im Februar erschien der Song als Single zusammen mit einer Coverversion von Eye of the Tiger, ehe im März das Album Purgatory of the Second Sun publiziert wurde. Europaweit erschien das Album bei Plastic Head Distribution. Ne Plus Ultra belegte den ersten Platz, das Album Rang 15 in den finnischen Charts. Danach trennte sich die Gruppe von Megamania. 2007 war die Gruppe unter anderem auf dem Sauna Open Air zu sehen. Anfang 2008 nahm die Band ein weiteres Demo auf. Zeitgleich suchte sie nach einem neuen Label, den Rest des Jahres legte sie weitestgehend eine Pause ein. Im November 2008 trennte sich die Band von dem Gitarristen Vesa „Wesleyer“ Säkkinen. Für Live-Auftritte kam zunächst Tomy Laisto als Unterstützung. Als permanentes Mitglied wurde dann Tommi Kurki gefunden. Neben Kurki bestand die Besetzung nun aus dem Sänger Markku Kivistö, dem Bassisten Mikko Kivistö, dem Gitarristen Tuomas Kuusinen, dem Keyboarder Pasi Laihanen und dem Schlagzeuger Mikko Laihanen. 2009 erschien ein Demo online mit drei neuen Songs. Danach wurde Kurki durch Samuli Federley ersetzt, ehe Ende 2010 bis Anfang 2011 an neuen Songs geschrieben wurde, die in Form eines Demo, das die beiden Lieder Serpent Spine und Never enthält, erschienen. Im Anschluss wurde der Schlagzeuger Mikko Laihanen gegen Aki Kuusinen ausgetauscht. 2011 bis Anfang 2012 wurde an einem neuen Album geschrieben, zudem unterzeichnete die Gruppe Anfang 2012 einen Vertrag bei Spinefarm Records. Im Sommer 2012 wurde das Album aufgenommen und im Oktober des Jahres unter dem Namen Incarcerated bei Spinefarm Records veröffentlicht. Das Album belegte den 28. Platz in den finnischen Albumcharts.

## Stil
Frank Albrecht vom Rock Hard befand, dass Turmoil überhaupt nicht typisch finnisch klingt und tat sich schwer, die Musik stilistisch einzuordnen, obwohl sie nicht besonders innovativ sei. So pendele die Gruppe zwischen klassischen Thrash-Metal-Riffs im Stil der San Francisco Bay Area, Gitarrenharmonien im Stil von In Flames, Pantera-Grooves und Annihilator-Riffs. Der Gesang sei hart und aggressiv, während die Songs von dezenten und melodischen Keyboardklängen unterlegt seien. Am häufigsten seien ihm jedoch Parallelen zur Power-Metal-Band Morgana Lefay aufgefallen. Tolga Karabagli von Powermetal.de ordnete das Album dem Melodic Death Metal zu, wobei sich die Gruppe einiges von Bands wie Hypocrisy, In Flames und Soilwork abgelauscht habe; dennoch gelinge es Pain Confessor, einen eigenen Sound zu entwickeln. Neben Gemeinsamkeiten zu Sinner und Axel Rudi Pell seien auch Einflüsse aus dem Metalcore vorhanden. Insgesamt sei die Band qualitativ in derselben Liga wie Fear My Thoughts, Communic, Soilwork und In Flames angesiedelt. Dory Khawand von metal-temple.com bezeichnete Incarcerated als Melodic Death Metal mit leichten Einflüssen von altbackenem Metalcore.

## Diskografie

### Alben
- 2004: Turmoil (Megamania)
- 2006: Fearrage (Megamania)
- 2007: Purgatory of the Second Sun (Megamania)
- 2012: Incarcerated (Spinefarm Records)

### Demos
- 2003: Promo 2003 (Eigenveröffentlichung)
- 2008: Demo 2008 (Eigenveröffentlichung)
- 2009: Demo 2009 (Eigenveröffentlichung)
- 2011: Demo 2011 (Eigenveröffentlichung)

### Singles
- 2004: Poor Man’s Crown (Megamania)
- 2006: Fall on Evil Days (Megamania)
- 2007: Ne Plus Ultra (Megamania)
- 2013: Jade / Hope (Eigenveröffentlichung)